# Sebastián Coates
Sebastián Coates Nión (wym. [seβasˈtjan ˈkwates ˈnjon]; ur. 7 października 1990 w Montevideo) – urugwajski piłkarz występujący na pozycji środkowego obrońcy w portugalskim klubie Sporting CP, którego jest kapitanem oraz w reprezentacji Urugwaju. Posiada również obywatelstwo hiszpańskie.

## Kariera klubowa
Sebastián Coates jest wychowankiem stołecznego klubu Nacional, w którym 18 kwietnia 2009 roku w meczu z Bella Vistą Montevideo zadebiutował w lidze urugwajskiej. Osiem dni później w zremisowanym 1-1 meczu z Liverpoolem Montevideo strzelił swoją pierwszą bramkę w lidze. Z Nacionalem dwukrotnie zdobył mistrzostwo Urugwaju w 2009 i 2011 roku. W lidze urugwajskiej rozegrał w sumie 54 spotkania, w których strzelił 4 bramki.
W drugiej połowie sierpnia 2011 roku Coatesa zaczęto łączyć z transferem do któregoś z angielskich klubów, takich jak Arsenal, Liverpool F.C., czy Manchester City. Zainteresowanie piłkarzem zgłosił również ukraiński Szachtar Donieck. 24 sierpnia ujawniono, że Liverpool F.C. zaproponował za reprezentanta Urugwaju 7 milionów funtów. Dzień później Nacional zaakceptował warunki klubu z Anfield. Sam zawodnik 27 sierpnia oglądał z trybun mecz Liverpoolu F.C. z Boltonem. Pomimo przebicia oferty Liverpoolu przez Atlético Madryt, Nacional, na prośbę Coatesa, nie przystał na warunki Hiszpanów. W rezultacie 30 sierpnia, przedostatniego dnia okna transferowego, do publicznej wiadomości podano transfer Urugwajczyka do Liverpoolu F.C. Wcześniej tego dnia przeszedł testy medyczne w nowym klubie oraz otrzymał pozwolenie na pracę w Wielkiej Brytanii.
Po raz pierwszy Coates wystąpił w barwach Liverpoolu 18 września 2011 roku, kiedy to zmienił kontuzjowanego Daniela Aggera. Debiut Urugwajczyka nie wypadł jednak najlepiej, gdyż jego klub uległ na White Hart Lane Tottenhamowi 0:4. W sezonie 2011/2012 Coates zdobył z drużyną klubową Puchar Ligi Angielskiej.
1 września 2014 roku ogłoszono całosezonowe wypożyczenie Urugwajczyka do innego klubu z Premier League, Sunderlandu.

## Kariera reprezentacyjna
Coates w dorosłej reprezentacji Urugwaju zadebiutował 23 czerwca 2011 roku w wygranym 3-0 towarzyskim meczu z Estonią. W tym samym roku został powołany do reprezentacji na Copa América 2011, gdzie grał w wygranym finałowym meczu z reprezentacją Paragwaju, przyczyniając się do piętnastego tryumfu reprezentacji na tym turnieju. Urugwajczyk został wybrany najlepszym młodym piłkarzem rozgrywek.

## Statystyki kariery
(aktualne na dzień 25 grudnia 2016)
| Klub               | Sezon              | Liga               | Liga  | Liga   | Puchar kraju | Puchar kraju | Puchar ligi | Puchar ligi | Europa | Europa | Suma  | Suma   |
| Klub               | Sezon              | Liga               | Mecze | Bramki | Mecze        | Bramki       | Mecze       | Bramki      | Mecze  | Bramki | Mecze | Bramki |
| ------------------ | ------------------ | ------------------ | ----- | ------ | ------------ | ------------ | ----------- | ----------- | ------ | ------ | ----- | ------ |
| Nacional           | 2008/09            | Primera División   | 6     | 1      | 4            | 0            | —           | —           | 5      | 1      | 20    | 4      |
| Nacional           | 2009/10            | Primera División   | 21    | 2      | 0            | 0            | —           | —           | 8      | 1      | 32    | 3      |
| Nacional           | 2010/11            | Primera División   | 27    | 1      | 0            | 0            | —           | —           | 5      | 0      | 33    | 1      |
| Nacional           | 2011/12            | Primera División   | 1     | 0      | 0            | 0            | —           | —           | 0      | 0      | 1     | 0      |
| Liverpool          | 2011/12            | Premier League     | 7     | 1      | 2            | 0            | 3           | 0           | —      | —      | 12    | 1      |
| Liverpool          | 2012/13            | Premier League     | 5     | 0      | 2            | 0            | 2           | 0           | 3      | 1      | 12    | 1      |
| Liverpool          | 2013/14            | Premier League     | 0     | 0      | 0            | 0            | 0           | 0           | —      | —      | 0     | 0      |
| Nacional (wyp.)    | 2013/14            | Primera División   | 6     | 0      | 0            | 0            | —           | —           | 1      | 0      | 7     | 0      |
| Sunderland (wyp.)  | 2014/15            | Premier League     | 10    | 0      | 0            | 0            | 1           | 0           | —      | —      | 11    | 0      |
| Sunderland         | 2015/16            | Premier League     | 16    | 0      | 0            | 0            | 2           | 0           | —      | —      | 18    | 0      |
| Sporting CP (wyp.) | 2015/16            | Primeira Liga      | 13    | 0      | 0            | 0            | 0           | 0           | 0      | 0      | 13    | 0      |
| Sporting CP (wyp.) | 2016/17            | Primeira Liga      | 15    | 3      | 0            | 0            | 0           | 0           | 0      | 0      | 15    | 3      |
| Ogólnie w karierze | Ogólnie w karierze | Ogólnie w karierze | 127   | 8      | 8            | 0            | 8           | 0           | 22     | 3      | 174   | 13     |